# Безуов став
Безуов став је једна од алгебарских теорема која дефинише дељивост два полинома при специјалном случају када је делилац облика {\displaystyle x-\alpha }. Може се употребити за растављање полинома на чиниоце. Добио је име по француском математичару Етјену Безуу.
Теорема (Безуов став). Нека је дат полином {\displaystyle P(x)=a_{0}+a_{1}x+a_{2}x^{2}+\ldots +a_{n}x^{n}\;(a_{0},a_{1},a_{2},\ldots ,a_{n}\in \mathbb {R} )}, и нека је дат полином
{\displaystyle Q(x)=x-\alpha \;(\alpha \in \mathbb {R} )}, тада полином {\displaystyle P(x)} при дељењу полиномом {\displaystyle Q(x)} даје остатак {\displaystyle P(\alpha )}. Специјално ако је {\displaystyle P(\alpha )=0} полином {\displaystyle P(x)} је дељив полиномом {\displaystyle Q(x)}.
Доказ. При општем случају, дељење два полинома се може записати као:
{\displaystyle P(x)=B(x)\cdot Q(x)+R}
Где је {\displaystyle B(x)} неки полином који представља количник, а {\displaystyle R} остатак при дељењу полинома {\displaystyle P(x)} са {\displaystyle Q(x)}. Замењивањем {\displaystyle Q(x)=x-\alpha } се добија:
{\displaystyle P(x)=B(x)(x-\alpha )+R}
Коначно, при случају {\displaystyle x=\alpha } се добија
{\displaystyle P(\alpha )=B(\alpha )(\alpha -\alpha )+R,}
односно, {\displaystyle P(\alpha )=R} што је и требало доказати.

## Пример
Ако узмемо полином:
{\displaystyle X^{2}+3X+2\,}
Узећемо једини слободан члан, а то је у овом случају број 2 и одредићемо његове позитивне и негативне делиоце (1, -1, 2,-2). Ове делиоце ћемо замењивати за Х. Делићемо једначину са (Х-n(број са чијом смо заменом добили нулу)). Одређујемо:
{\displaystyle p(x)=X^{2}+3X+2\,}
За +1 добија се:
{\displaystyle p(+1)=1+3+2=6\neq 0\,}
Следи да полином није дељив са X-1.
За -1 добија се:
{\displaystyle p(-1)=1-3+2=0\,}
Следи да је полином дељив са X+1.
За +2 добија се:
{\displaystyle p(+2)=4+6+2=12\neq 0\,}
Следи да полином није дељив са X-2.
За -2 добија се:
{\displaystyle p(-2)=4-6+2=0\,}
Следи да је полином дељив са X+2.
Након ове необавезне провере, дељење изгледа овако:
Дељење са X+1
{\displaystyle (X^{2}+3X+2):(X+1)=X+2\,}

{\displaystyle -(X^{2}+X)\,}

{\displaystyle 2X+2\,}

{\displaystyle -(2X+2)\,}

{\displaystyle 0\,}

Провера дељења
{\displaystyle (X+2)(X+1)=X^{2}+2X+X+2=X^{2}+3X+2\,}
Дељење са X-1
{\displaystyle (X^{2}+3X+2):(X-1)=X+4\,} и остатак {\displaystyle 6\,}

{\displaystyle -(X^{2}-X)\,}

{\displaystyle 4X+2\,}

{\displaystyle -(4X-4)\,}

{\displaystyle 6\,}

Провера дељења
{\displaystyle (X+4)(X-1)+6=X^{2}+4X-X-4+6=X^{2}+3X+2\,}
Дељење са X+2:
{\displaystyle (X^{2}+3X+2):(X+2)=X+1\,}

{\displaystyle -(X^{2}+2X)\,}

{\displaystyle X+2\,}

{\displaystyle -(X+2)\,}

{\displaystyle 0\,}

Провера дељења
{\displaystyle (X+1)(X+2)=X^{2}+X+2X+2=X^{2}+3X+2\,}
Дељење са X-2
{\displaystyle (X^{2}+3X+2):(X-2)=X+5\,} и остатак {\displaystyle 12\,}

{\displaystyle -(X^{2}-2X)\,}

{\displaystyle 5X+2\,}

{\displaystyle -(5X-10)\,}

{\displaystyle 12\,}

Провера дељења
{\displaystyle (X+5)(X-2)+12=X^{2}+5X-2X-10+12=X^{2}+3X+2\,}